# Grupul Formula 1
Grupul Formula 1 este un grup de companii responsabile de promovarea Campionatului Mondial de Formula 1 FIA și de exercitarea drepturilor comerciale ale acestui sport.
Grupul a fost deținut anterior de Delta Topco, o companie din Jersey, deținută în principal de companiile de investiții CVC Capital Partners, Waddell &amp; Reed și LBI Group, proprietatea rămasă fiind împărțită între Bernie Ecclestone, alte companii de investiții și directori de companie. A fost cumpărat de Liberty Media în 2017.
Ecclestone, un fost șef de echipă în Formula 1, a petrecut 40 de ani ca director executiv al companiei după ce a câștigat controlul asupra drepturilor comerciale. La data de ianuarie 2021, grupul este condus de Stefano Domenicali in calitate de președinte si director executiv. Ross Brawn este director general al sporturilor cu motor, iar Chase Carey, care a condus anterior grupul din 2017 până în 2020, este președinte non-executiv.

## Istoric
În 1974 a fost înființată Asociația Constructorilor de Formula 1 (FOCA) pentru a crește organizarea comercială a Formulei 1 în beneficiul echipelor de curse. În 1978, Bernie Ecclestone a devenit directorul FOCA și a luptat cu Fédération Internationale du Sport Automobile (FISA) pentru controlul drepturilor comerciale ale F1. Litigiile au fost soluționate până în martie 1981, când Acordul Concorde a dat FOCA dreptul de a negocia contracte TV. Conform aranjamentelor anterioare, contractele TV erau riscante și nu foarte profitabile.
Când a fost convenit al doilea Acord Concorde în 1987, Ecclestone a încetat să mai fie proprietar de echipă și a înființat Formula One Promotions and Administration (FOPA) pentru a gestiona drepturile TV pentru echipe. FOPA va deveni mai târziu cunoscut sub numele de Formula One Management (FOM). FOPA a primit 49% din veniturile TV: 1% au mers către echipe, iar 50% către FIA. De asemenea, FOPA a primit toate taxele plătite de promotori și a plătit premii în bani echipelor. Al treilea Acord Concorde a fost semnat în 1992.
Când a fost semnat cel de-al patrulea Acord Concorde în 1995, FIA a decis să acorde drepturile comerciale ale F1 către Administrația Formulei 1 (gestionată de FOM) pentru o perioadă de 14 ani. În schimb, Ecclestone ar oferi o plată anuală. Cu FOM având drepturi exclusive asupra numelor populare de echipe precum McLaren, Williams și Tyrrell, echipele menționate mai anterior au protestat respingând următorul Acord Concorde în 1997. S-a ajuns la un compromis și un nou Acord Concorde a fost semnat de toate echipele în 1998.
McLaren, Williams, Ferrari și Renault au format GPWC Holdings și au amenințat că vor forma o franciză rivală de curse în 2008, când contractele lor s-au încheiat în 2007.

### Ecclestone vinde acțiuni ale Formulei 1
SLEC Holdings a fost creat ca holding ale companiilor de Formula 1 în 1996, când Ecclestone și-a transferat proprietatea asupra afacerilor de Formula 1 soției sale, Slavica Ecclestone, în pregătirea pentru o flotație a grupului în 1997.
În iunie 1999, Comisia Europeană a anunțat că va investiga FIA, FOA și International Sportsworld Communicators pentru abuz de poziție dominantă și restrângerea concurenței. ISC, deținută de Ecclestone, a semnat un acord pe 14 ani cu FIA în 1996 pentru drepturile exclusive de difuzare pentru 18 campionate FIA.
În octombrie 1999, Morgan Grenfell Private Equity (MGPE) a achiziționat 12,5% din SLEC pentru 234 de milioane GBP. În februarie 2000, Hellman și Friedman au cumpărat o cotă de 37,5% din SLEC pentru 625 de milioane GBP și și-a combinat cota cu cea a MGPE pentru a forma Speed Investments, care deținea o deținere combinată de 50% din SLEC. La 22 martie 2000, compania germană de media EM.TV &amp; Merchandising au achiziționat Speed Investments pentru 1,1 miliarde GBP.
Achizițiile EM.TV i-au cauzat dificultăți financiare; după anunțul că veniturile sale din 2000 vor fi sub așteptări și că se lupta cu datoriile sale, prețul acțiunilor a scăzut cu 90%. În februarie, Grupul Kirch a fost de acord să salveze EM.TV în schimbul unei participări în companie și al controlului Speed Investments. Alan Henry de la The Guardian a raportat că cele două companii au fost, de asemenea, de acord să exercite opțiunea lui EM.TV de a cumpăra încă 25% din SLEC pentru aproximativ 600 milioane GBP la sfârșitul lunii martie 2001. Pentru a crește cota deținută de Speed Investments din SLEC la 75%, Kirch a împrumutat 1,6 miliarde Euro, un miliard de la Bayerische Landesbank (BayernLB), iar restul de la Lehman Brothers și JPMorgan Chase. Implicarea lui Kirch a stârnit îngrijorări printre marii producători de automobile care participă la Formula 1; BMW, DaimlerChrysler, Fiat, Ford și Renault au format GPWC Holding BV pentru a asigura o mai bună reprezentare a producătorilor în F1, îmbunătățirea condițiilor financiare pentru echipe, stabilitatea pentru campionat și menținerea acoperirii televiziunii gratuite.
Datorită acordului asociat cu participarea lor, SLEC a fost controlată de Kirch, care controla consiliul de administrație al Formula One Holdings (FOH). Din cauza pierderilor uriașe și a cheltuielilor masive, creditorii lui Kirch au pus compania în administrare judiciară în 2002. Aceste bănci au dezmembrat grupul. Cota lui Kirch din SLEC a fost reținută de Bayerische Landesbank (BayernLB), JPMorgan Chase și Lehman Brothers (prin Speed Investments).
Înainte de a-și putea exercita drepturile de acționari, ei au trebuit să solicite autorizarea Comisiei Europene. În perioada intermediară, Ecclestone a instituit schimbări în consiliile SLEC, FOH, Formula One Administration (FOA) și Formula One Management (FOM); care de fapt a pus Bambino Holdings în controlul acelor companii.
La mijlocul lunii noiembrie 2004, cele trei bănci l-au dat în judecată pe Ecclestone pentru mai mult control asupra sportului, determinând speculații că Ecclestone ar putea pierde complet controlul pe care l-a menținut atunci de mai bine de treizeci de ani. O audiere de două zile a început pe 23 noiembrie, dar după ce procedurile s-au încheiat a doua zi, judecătorul Andrew Park și-a anunțat intenția de a-și rezerva hotărârea pentru câteva săptămâni. La 6 decembrie 2004, Park și-a citit verdictul, afirmând că „În judecata [sa], este clar că afirmațiile lui Speed sunt corecte și, prin urmare, [el] ar trebui să facă declarațiile pe care le solicită”. Cu toate acestea, Ecclestone a insistat că verdictul - văzut aproape universal ca o lovitură legală adusă controlului său asupra Formulei 1 - ar însemna „nimic”. El și-a declarat intenția de a contesta decizia.
A doua zi, la o întâlnire a șefilor de echipă la Aeroportul Heathrow, Ecclestone a oferit echipelor un total de 260 de milioane de lire sterline de-a lungul a trei ani, în schimbul reînnoirii unanime a Acordului Concorde, care urma să expire în 2008. Săptămâni mai târziu, Gerhard Gribkowsky, membru al consiliului de administrație al Bayerische Landesbank și președintele SLEC, a declarat că băncile nu au intenția de a-l elimina pe Ecclestone din poziția sa de control.

### Achiziționarea de către CVC
În noiembrie 2005, CVC Capital Partners a anunțat că va achiziționa acțiunile de 25% și 48% ale Bambino și Bayerische Landesbank în SLEC și a achiziționat acțiunile JPMorgan Chase în decembrie 2005. Acest acord a fost aprobat de Comisia Europeană la 21 martie 2006 și finalizat la 28 martie. Ecclestone a folosit veniturile din vânzarea acțiunii Bambino Holdings pentru a reinvesti în companie pentru a oferi familiei Ecclestone un pachet de 13,8% din holdingul Alpha Prema. La 30 martie 2006, CVC a achiziționat cota de 14,1% din SLEC deținută de Lehman Brothers pentru a-i oferi lui CVC o proprietate majoritară în Grupul Formula 1 cu 63,4%, cu alte participări deținute de LBI Group, JP Morgan și directori de companie. Directorul adjunct al echipei Force India, Bob Fernley, a acuzat CVC că „a violat sportul” în perioada de implicare a acesteia în Formula 1.
Grupul Formula 1 a planificat o ofertă publică inițială la Bursa de Valori din Singapore în iunie 2012, evaluând compania la 10 miliarde USD. Până la 30% din companie ar fi listată, cea mai mare parte a acțiunilor provenind din acțiunile deținute de creditorii companiei falimentareLehman Brothers. Cu toate acestea, flotația a fost amânată până în octombrie 2012, Ecclestone invocând piețele volatile și problemele din zona euro. CVC a vândut o parte din participarea sa în companie către trei companii de investiții: Waddell &amp; Reed, BlackRock și Norges Bank; reducându-și participarea la 35,5% și transformând Waddell & Reed în al doilea cel mai mare acționar. Flotarea planificată a fost menținută în așteptare pe tot parcursul anului 2012, până când a fost reînviată în aprilie 2013, când Ecclestone a anunțat că va avea loc în cursul anului.

### Achiziționarea de către Liberty
La sfârșitul anului 2016, Liberty Media a fost de acord să cumpere participarea de control în Grupul Formula 1 pentru 4,4 miliarde de dolari americani. Acordul a fost aprobat de autoritățile de reglementare și finalizat la 23 ianuarie 2017. Chase Carey a devenit ulterior directorul executiv al grupului. În septembrie 2020, a fost anunțat că fostul șef al echipei Ferrari, Stefano Domenicali, va deveni noul director executiv al Grupului Formula 1.
Grupul Formula 1 este listat în NASDAQ ca stoc de urmărire sub simbolul FWONK.

## Firme din grup
Grupul Formula 1 era controlat de acționarii săi prin holdingul Delta Topco, care printr-un număr de holdinguri înregistrate în Regatul Unit, Jersey și Luxemburg controlează compania SLEC Holdings, proprietarul imediat al Grupului Formula 1. Grupul Formula 1 cuprinde mai multe companii subsidiare care controlează diferitele drepturi, management și operațiuni de licențiere ale Campionatului Mondial de Formula 1.
Drepturile comerciale ale Formulei 1 sunt controlate de Formula One World Championship Limited (FOWC), care a primit drepturile de Formula 1 pentru o perioadă de 100 de ani de la FIA. Controlul drepturilor de către FOWC a început de la începutul anului 2011, unde a preluat de la compania soră Formula One Administration (FOA), care a controlat drepturile pentru o perioadă de 14 ani începând cu 1996. FOWC, în calitate de deținător al drepturilor comerciale, negociază contractele pentru desfășurarea Marilor Premii de F1, organizarea de contracte de televiziune cu radiodifuzorii și primirea taxelor de licență pentru utilizarea materialelor de Formula 1. Compania are, de asemenea, un loc în Consiliul Mondial al Sporturilor cu Motor FIA, organismul responsabil de reglementarea sportului cu motor internațional. Formula One Licensing BV este o companie neerlandeză înregistrată, afiliată a Grupului Formula 1, care pretinde proprietatea mărcilor comerciale ale Formulei 1; logo-ul F1, „Formula 1”, „Formula One” (''Formula 1'') și „F1” afișate înainte de Marele Premiu.
Formula One Management (FOM) este principala companie de operare a grupului, și controlează drepturile de difuzare, organizare și promovare ale Formulei 1. Compania produce fluxuri televizate ale tuturor sesiunilor Marilor Premii (cu excepția Marelui Premiu al Principatului Monaco, care este produs de TMC), care sunt apoi furnizate prin intermediul rețelei de sateliți Eurovision (EBU) radiodifuzorilor care furnizează comentarii și distribuie fluxul în mediul autorizat. Brațul de producție al FOM are sediul la Aeroportul Biggin Hill, Kent, pentru deplasarea ușoară a echipamentului necesar pentru difuzarea cursei. Din punct de vedere financiar, FOM oferă investiții parțiale pentru noi piste și echipe, pentru a le permite să se stabilească în acest sport și să crească prezența Formulei 1 pe noi piețe. Calendarul sezonului pentru campionat este structurat de FOM, supravegherea fiind administrată de WMSC. Plățile către echipe sunt stabilite de Acordul Concorde, care oferă echipelor 50% din banii televiziunii după ordinea în Campionatul Constructorilor și acordă echipelor un fond de premii pe baza rezultatelor lor, care este extras din taxele pentru care promotorii Marilor Premii le plătesc pentru a pune în scenă cursa. De logistica deplasării echipamentelor și a personalului de la fiecare cursă se ocupă și FOM, care asigură echipelor o cantitate fixă de transport pentru cursele din afara Europei.